# Fatina dei denti

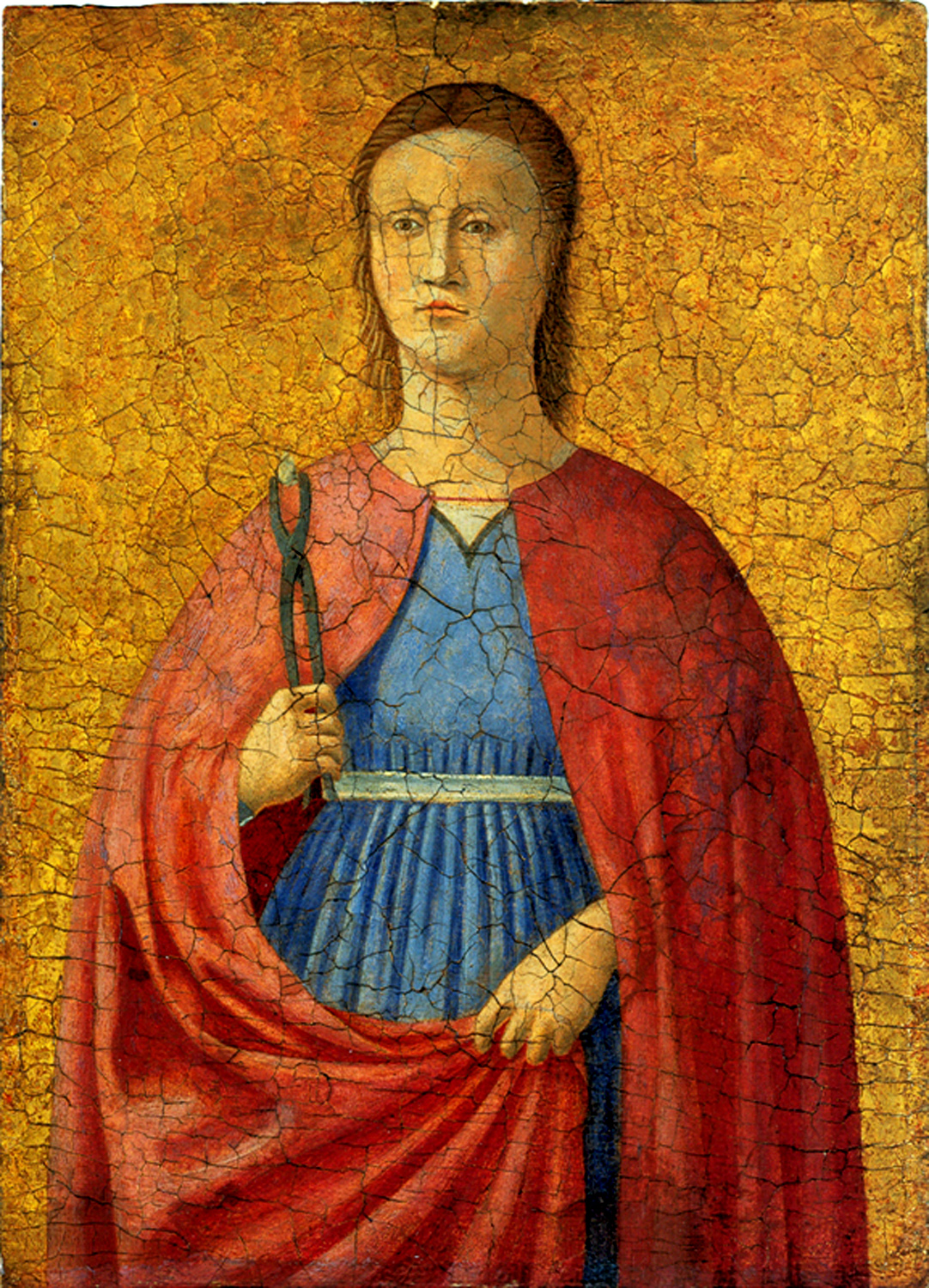
Dipinto di Piero della Francesca raffigurante Santa Apollonia

La Fatina dei denti è una creatura del folklore popolare occidentale.
Fin da piccoli ai bambini viene raccontato dai propri genitori dell'esistenza di un essere fatato il quale preleva i denti da latte, se questi vengono nascosti sotto il cuscino, e al loro posto lascerà in cambio una moneta che verra ritrovata al mattino.
Creatura equivalente in altre tradizioni è il Topolino dei denti da latte. Per ricevere il soldino i bambini devono nascondere il dentino che hanno perso sotto il cuscino, in un buco nel muro, nel pavimento, sotto una mattonella, sotto la gamba di un tavolo.
In Lombardia questo ruolo viene attribuito a Santa Apollonia, e lo stesso accade in Veneto, dove è conosciuta come Santa Polonia. In alcune parti della Sicilia invece tale ruolo è ricoperto da San Nicola.

## Aspetto
A differenza di altre creature, come ad esempio Babbo Natale, non ha un aspetto canonico e la sua immagine varia molto da zona a zona. In genere è comunque immaginata come una piccola fata con le ali e bacchetta magica.

## Origine
Il mito prende origine dall'antica Europa, dove era tradizione seppellire i dentini da latte caduti ai bambini. Quando i bambini perdevano il loro sesto dente era tradizione da parte dei genitori fare di nascosto un regalo al figlio, solitamente nascondendo dei soldi sotto al suo cuscino.

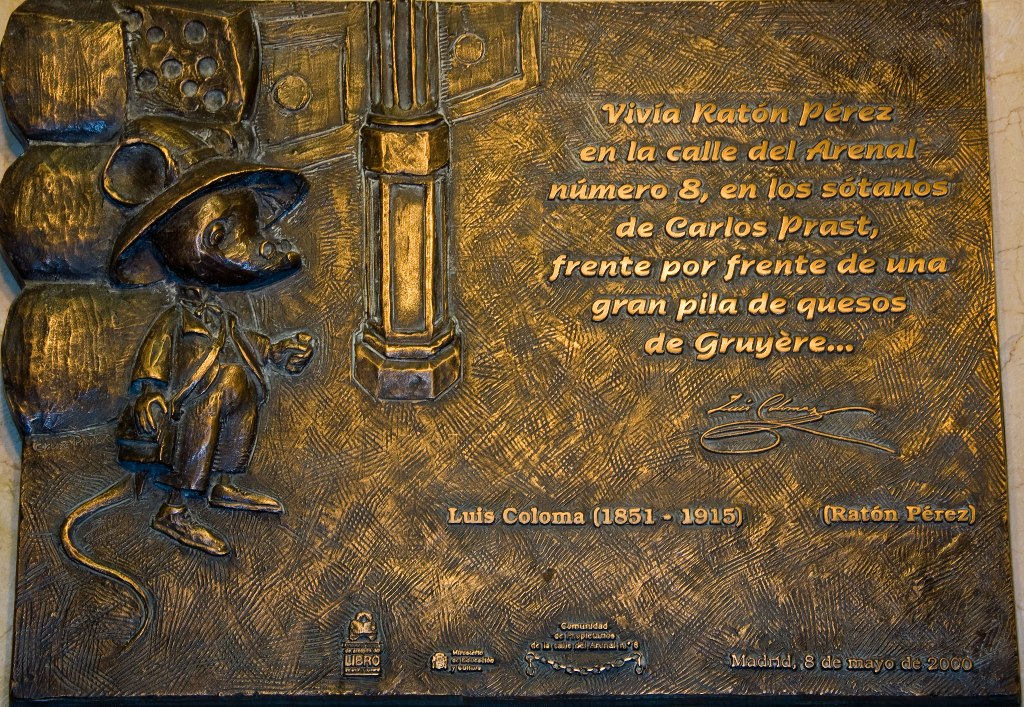
Targa presente a Madrid raffigurante il Topolino dei denti da latte

Il mito viene già citato nel racconto del XVII secolo della baronessa Marie-Catherine d'Aulnoy, La Bonne Petite Souris, in cui si parla di una fata che si trasforma in una topina per aiutare la Regina a sconfiggere un Re malvagio.
Una favola spagnola, scritta nel 1894 da padre Luis Coloma, narra del Ratón Perez (letteralmente: "Il topo Perez"), un topolino che faceva visita ai bambini portando doni in cambio dei loro denti da latte.
In alcune culture il dentino va nascosto nella tana di un serpente o di un topo, per impedire che una strega lo trovi e lo usi, oppure va buttato in un falò, in modo da recuperarne le monete che vengono a crearsi dalle ceneri raffreddate.

## Nel mondo
La tradizione è presente in tutto il mondo, con molte varianti: 
- in alcuni paesi di lingua spagnola esiste il Ratoncito Pérez talvolta chiamato solo ratón de los dientes,
- in Venezuela e Messico i bambini lo chiamano solo el Ratón,
- in alcune parti d'Italia questa funzione è svolta da Sant'Apollonia
- in Catalogna il compito è affidato a dei piccoli angeli chiamati els Angelets,
- in Francia e nei paesi francofoni, con l'eccezione del Canada francofono, il personaggio è chiamato la Petite Souris;
- nei paesi anglofoni, in quelli nordici di lingue germaniche e nel Canada anglofono e francofono, la figura è una fatina, chiamata Tooth fairy in inglese, Zahnfee in tedesco, Fée des dents in francese e Tannfe in norvegese;
- in Irlanda il compito è affidato ad un personaggio chiamato Annabogle;
- in alcune parti delle Lowland scozzesi il compito di portare dei soldi è affidato ad un topo-fatina bianco che acquista i denti da latte;
- in Veneto c'è la tradizione di una formichina dei denti, che agisce in modo analogo alla fatina.

## Presenza nei media

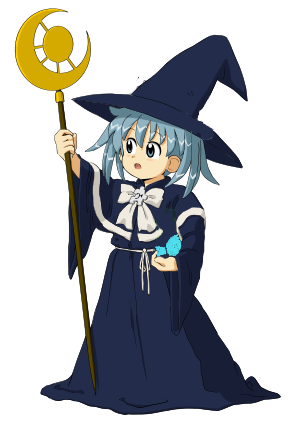
Rappresentazione manga della Fatina dei Denti

La Fatina dei denti ha ispirato varie opere letterarie o cinematografiche e viene citata in svariate serie di cartoni animati:
- Nel film del 2006 Il topolino Marty e la fabbrica di perle
- Nel film Hellboy - The Golden Army, del 2008, le fatine dei denti, classificate come una sorta di mostri, sono presenti in alcune scene.
- Nel film del 2010 L'acchiappadenti, Dwayne Johnson ricopre il ruolo di "fata" dei denti.
- Nel film del 2010 Non avere paura del buio, secondo la trama del film le fatine dei denti sono delle creature mostruose facenti parte del "piccolo popolo" che rapiva, in passato, i bambini. Nel film viene raccontato che nell'anno 1000 Papa Silvestro fece con loro un accordo: loro avrebbero smesso di rapire i bambini mentre questi in cambio avrebbero lasciato loro i dentini man mano che crescevano. Nel film questa tregua sembra molto precaria.
- Nel film del 2012 Le 5 leggende la Fata del Dentino è uno dei personaggi protagonisti. Inoltre durante la scena in cui i protagonisti vanno per il mondo a raccogliere i dentini in un cammeo compare anche Topolino dei denti da latte, suo "collega europeo".
- Nel cartone animato Due fantagenitori.
- Nel cartone animato Teen Titans.
- Nella canzone Tooth Fairy della band metal italiana Nanowar of Steel.